# Ludowy Ruch na rzecz Postępu
Ludowy Ruch na rzecz Postępu (fr. Mouvement du Peuple pour le Progrès, MPP) – burkińska centrolewicowa partia polityczna założona w styczniu 2014 roku przez byłego premiera Rocha Marca Christiana Kaboré.
Startując z jej ramienia Kaboré zwyciężył w wyborach prezydenckich przeprowadzonych 29 listopada 2015, uzyskując 53,49% głosów już w pierwszej turze.
Od września 2021 r. przewodniczącym partii jest Alassane Bala Sakandé..